# Волинський бібліографічний центр
Волинський бібліографічний центр — наукова організація українців США. Заснована Максимом Бойком у 1966 році в місті Блумінґтон, штат Індіана. З організацією співпрацювали до двадцяти науковців з різних країн, зокрема Степан Радіон з Австралії. Праці видавалися щорічно, траплялося два-три випуски на рік накладом 50-100 примірників. До 1990 було видано 33 позиції, за змістом: 29 бібліографій, 2 назви палеографії, решта — історія та фольклор. 

## Співробітники
- Максим Бойко
- Харитон Довгалюк
- Михайло Данилюк